# Музей новейшей китайской истории

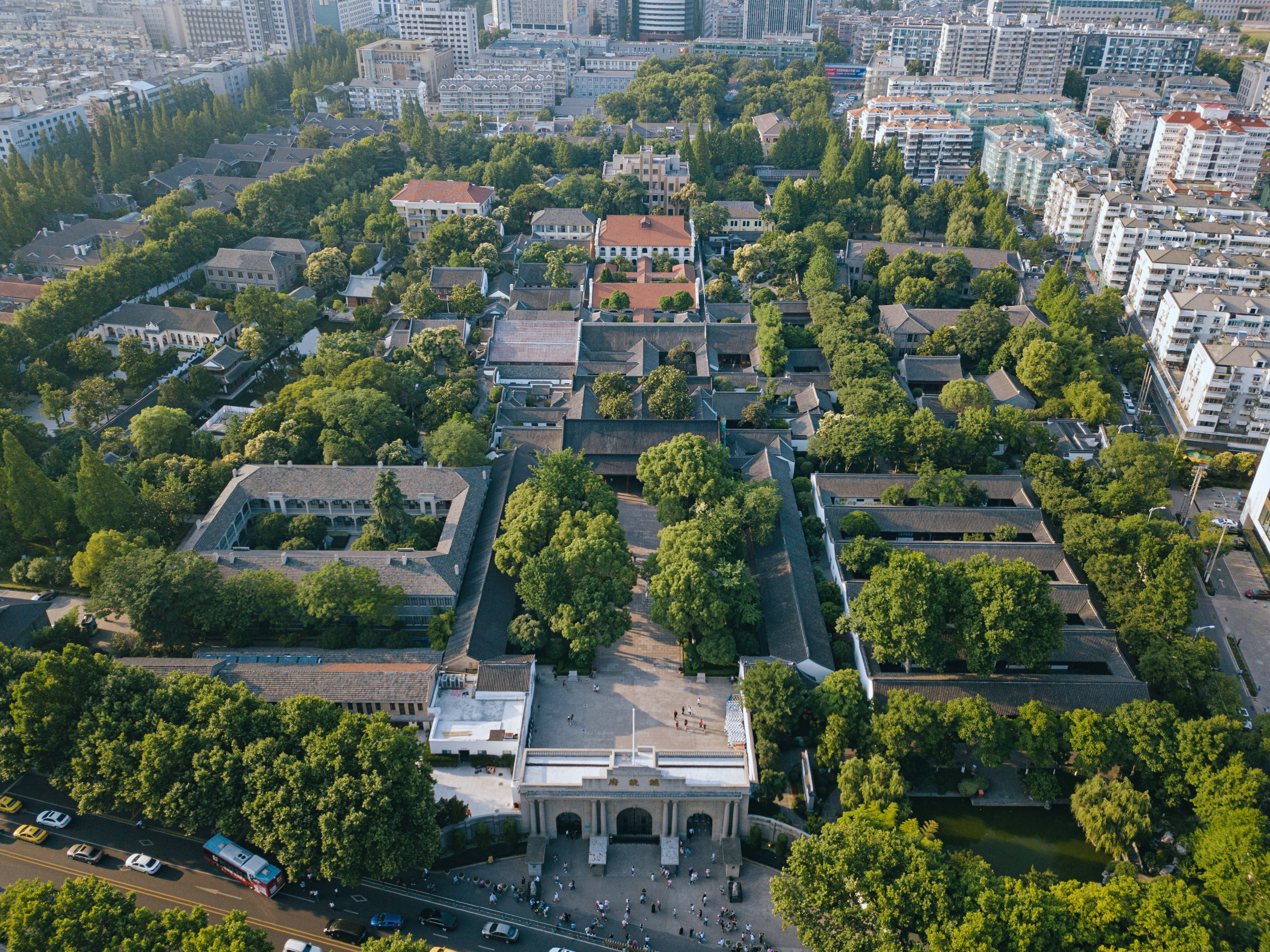

Музей новейшей китайской истории занимает здание бывшего президентского дворца в Нанкине.
Со времён династии Мин здесь находилась резиденция наместников провинций Аньхой, Цзянсу, Цзянси. В 1853-64 гг. она была расширена для размещения покоев лидера восстания тайпинов Хун Сюцюаня. После взятия Нанкина цинскими войсками дворец был снесён, и на его месте построена новая резиденция наместников.
Во время Синьхайской революции Сунь Ятсен объявил Нанкин китайской столицей и принёс во дворце присягу как временный президент Китайской республики. Дворец вновь стал служить президентской резиденцией после Северного похода, когда его избрал своим местом пребывания Чан Кайши. Во время Второй мировой войны здание занимал коллаборационист Ван Цзинвэй.
После бегства гоминьдановского правительства на Тайвань дворец в Нанкине продолжал использоваться коммунистами для правительственных нужд до конца 1980-х гг., когда в нём было решено устроить музей. Это одно из немногих мест в Китае, где вывешен тайваньский флаг. В апреле 2005 г. впервые за 58 лет дворец посетил председатель Гоминьдана.